# Skarpnäck
Skarpnäck – okręg administracyjny (stadsdelsområde) w ramach gminy Sztokholm, położony w jej południowej części (Söderort).
Według danych opublikowanych przez gminę Sztokholm, 31 grudnia 2014 r. stadsdelsområde Skarpnäck liczyło 45 340 mieszkańców, obejmując następujące dzielnice (stadsdel):
| - Bagarmossen - Björkhagen - Enskededalen - Flaten - Hammarbyhöjden | - Kärrtorp - Orhem - Skarpnäcks gård - Skrubba |

Powierzchnia wynosi łącznie 17,49 km², z czego 1,99 km² stanowią wody.